# Wilhelm Rudorf
Wilhelm Hermann Friedrich Rudorf (* 30. Juni 1891 in Rotingdorf; † 26. März 1969 in Herrsching am Ammersee) war ein deutscher Agrarwissenschaftler, Botaniker, Pflanzengenetiker, Züchtungsforscher und Hochschullehrer.

## Erste Jahre, Studium und Berufseinstieg
Wilhelm Rudorf war der Sohn des Landwirts Hermann Rudorf. Seine Schullaufbahn beendete er an der Oberrealschule Bielefeld und begann nach dem Abitur ein Sprachstudium an den Universitäten Göttingen und Münster. Ab Oktober 1913 leistete er Wehrdienst als Einjährig-Freiwilliger und nahm ab 1914 als Soldat am Ersten Weltkrieg teil. Ab Juli 1918 befand er sich in französischer Kriegsgefangenschaft, aus der er im März 1920 nach Deutschland entlassen wurde. Danach arbeitete er auf einem landwirtschaftlichen Anwesen.
Ab 1921 absolvierte er an den Landwirtschaftlichen Hochschulen Münster und Berlin ein Studium der Landwirtschaft und Botanik, das er 1923 als Diplom-Landwirt abschloss. Anschließend war er als Assistent am Institut für Pflanzenbau und Pflanzenzüchtung der Universität Halle tätig und bestand 1925 die Prüfung zum Saatzuchtleiter. In Halle wurde er 1926 zum Dr. sc. nat. promoviert. Danach war er in Teutschenthal beim Agrargroßbetrieb Carl Wentzels in der Verwaltung als 2. Oberinspektor beschäftigt. Während der Weimarer Republik gehörte er bis 1929 der paramilitärischen Organisation Stahlhelm an. Er habilitierte sich 1929 in Halle für Pflanzenbau und Pflanzenzüchtung. Von 1929 bis 1933 war er Direktor des Instituto Fitotécnico de Santa Catalina der Universidad Nacional de La Plata in Argentinien.

## Zeit des Nationalsozialismus – Hochschullehrer und KWI-Direktor
Nach Deutschland zurückgekehrt übernahm er kurzzeitig einen Lehrauftrag an der Universität Halle und bekleidete von 1934 bis 1936 den Lehrstuhl für Pflanzenbau und Pflanzenzüchtung an der Universität Leipzig.
Im April 1936 wurde Rudorf durch Förderer aus dem Landwirtschafts- und im Innenministerium zum Direktor des Kaiser-Wilhelm-Instituts für Züchtungsforschung in Müncheberg ernannt. Diese Ernennung erfolgte gegen Bedenken der Berufungskommission der Kaiser-Wilhelm-Gesellschaft, die den Institutsmitarbeiter Hans Stubbe für dieses Amt vorgeschlagen hatte. Rudorf wurde im Zuge seiner neuen Aufgabe an die Universität Berlin umhabilitiert, wo er als ordentlicher Professor für Pflanzenzüchtung lehrte.
Am 9. September 1937 beantragte Rudorf die Aufnahme in die NSDAP und wurde rückwirkend zum 1. Mai desselben Jahres aufgenommen (Mitgliedsnummer 5.716.883). Später wurde er förderndes Mitglied der SS. Er veröffentlichte 1937 das Werk Die politischen Aufgaben der Pflanzenzüchtung und referierte 1938 beim Berliner NS-Dozentenbund über Züchtungsforschung im Dienste des Volkes. Zudem fungierte er als stellvertretender Obmann der Reichsarbeitsgemeinschaft Pflanzenbau.

## Zweiter Weltkrieg – Ostexpansion der Züchtungsforschung
Während des Zweiten Weltkrieges gehörte er dem sechsköpfigen wissenschaftlichen Beirat des von Herbert Backe geleiteten Kuratoriums vom 1940/41 begründeten Institut für landwirtschaftliche Arbeitswissenschaften der Kaiser-Wilhelm-Gesellschaft an. Nach dem Überfall auf die Sowjetunion wurde ihm im Herbst 1941 durch den Reichskommissar des Reichskommissariats Ukraine Erich Koch die Aufsicht über die ukrainischen Züchtungsinstitute übertragen. Ab diesem Zeitpunkt unternahm er mehrere Dienstreisen insbesondere in diese landwirtschaftlich bedeutsame Region. Seine Aufgaben dort nahm er aber hauptsächlich von Müncheberg aus wahr, wo er im Schwerpunkt tätig blieb. Seine Mitarbeiter reisten in die deutsch besetzte Ukraine nicht nur zur Übernahme und Sichtung der Forschungseinrichtungen, sondern im Wesentlichen zur Beschlagnahmung von wissenschaftlichen Material und Pflanzensortimenten. Im Rahmen dieser Aktivitäten gilt neben Rudorf auch dessen langjähriger Mitarbeiter Klaus von Rosenstiel als Schlüsselfigur. Rudorfs Vertreter von 1936 bis 1942 war Bernhard Husfeld.
Im Zuge der kriegswichtigen Kautschukforschung wurde im Februar 1944 beschlossen, die diesbezügliche Forschung von Münchberg in das KZ Auschwitz zu verlagern, wo der Agrarwissenschaftler und SS-Oberführer Joachim Caesar eine Pflanzenversuchsstation (Koksaghyz-Züchtung zur Kautschukerzeugung) leitete. Die entsprechende Grundlagenforschung wurde durch Rudorf geleitet und von seinem Mitarbeiter, dem SS-Sturmbannführer Richard Werner Böhme (1903–1945), vor Ort koordiniert. Bei einer im Juni 1943 von Caesar geleiteten Tagung im SS-Wirtschafts- und Verwaltungshauptamt stellte Rudorf als KWI-Direktor das Arbeitsprogramm vor.
Kriegsbedingt wurde das Kaiser-Wilhelm-Institut für Züchtungsforschung unter Direktor Rudorf im Frühjahr 1945 nach Voldagsen verlagert.

## Nachkriegszeit – Institutsleiter des MPI für Züchtungsforschung
Nach Kriegsende konnte Rudorf seine Karriere fortsetzen und verblieb auch mit Unterstützung der britischen Besatzungsbehörden im Amt. Sein Mitarbeiterstab im Institut blieb weitestgehend konstant. Ihm wurde vorgeworfen, viele ehemalige Parteimitglieder, insbesondere  Klaus von Rosenstiel, zu beschäftigen. Mitte 1946 wurde Rudorf in Göttingen ohne weitere Konsequenzen entnazifiziert. Das von Rudorf geleitete Kaiser-Wilhelm-Institut für Züchtungsforschung wurde 1951 in Max-Planck-Institut für Züchtungsforschung (Erwin-Baur-Institut) umbenannt.
1951/52 kam es im Rahmen einer geplanten Beschäftigungsaufnahme des früheren Institutsmitarbeiters und Emigranten Max Ufer zu einem Eklat. Rudorf hatte in den Vorgesprächen zur Anstellung Ufers diesen gebeten, mit seiner jüdischen Frau und der gemeinsamen Tochter den Wohnsitz nicht wie die anderen Mitarbeiter auf dem Institutsgelände in Voldagsen zu nehmen. Stattdessen bat er Ufer mit seiner Familie nach Hameln zu ziehen, um seiner Ehefrau „Unannehmlichkeiten“ bzw. Diffamierungen zu ersparen. Ufer, der im April 1953 Georg Melchers unter anderem mitteilte, dass er Rudorfs Mitarbeiterstab als „ein Sammelbecken ehemaliger Nationalsozialisten“ empfindet, brach daraufhin die Verhandlungen ab, beschwerte sich bei der MP-Generalverwaltung und zog mit seiner Familie nach Brasilien. 1955 wurde das Institut nach Köln-Vogelsang verlegt. Rudorf hielt bis dahin an der Universität Göttingen und anschließend an der Universität zu Köln als Honorarprofessor Vorlesungen. Er wurde 1961 emeritiert. Anschließend war er noch wissenschaftliches Mitglied des Max-Planck-Instituts für Züchtungsforschung.
Rudorf war zweimal verheiratet, er war Vater dreier Kinder. In zweiter Ehe war er seit 1948 mit Margot, geborene Lauritzen, verheiratet.

## Schriften (Auswahl)
- Variationsstatistische Untersuchungen an Sorten und Linien von Hafer, Parey, berlin 1926 (zugleich: Naturwiss. Diss., Halle 1926)
- Beiträge zur Immunitätszüchtung gegen Puccinia glumarum tritici (Streifenrost des Weizens), Habilitationsschrift an der Universität Halle 1929
- Die politischen Aufgaben der deutschen Pflanzenzüchtung, Blut u. Boden Verlag, Goslar 1937
- Handbuch der Pflanzenzüchtung, 5 Bde., Berlin 1938–50 (Mitherausgeber)
- Zur Geschichte und Geographie alteuropäischer Kulturpflanzen, Berlin 1969